# Szklany kokpit

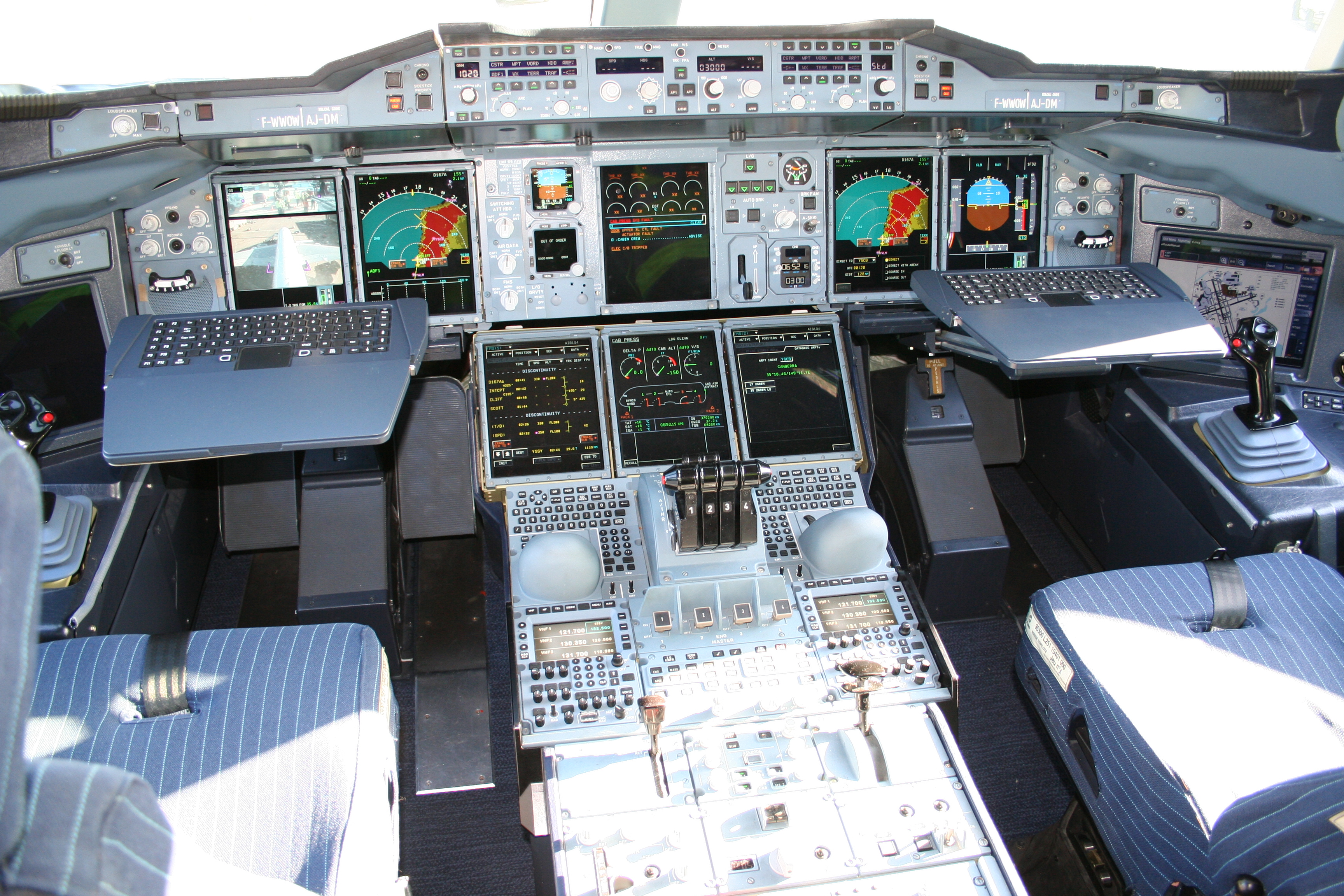
Szklany kokpit w samolocie Airbus A380.

Szklany kokpit – rodzaj kokpitu statku powietrznego.
Szklany kokpit charakteryzuje się tym, że wskaźniki mechaniczno-analogowe zastąpione są wskaźnikami cyfrowymi oraz wyświetlaczami. W pierwszych wersjach wyświetlacze były dokładnymi odpowiednikami dawniejszych instrumentów mechanicznych, towarzyszyły im też wciąż wskaźniki mechaniczne  (McDonnell Douglas MD-80/90, Boeing 737 Classic, 757 i 767-200/-300, Airbus A300-600 oraz A310).
Nowoczesne wersje szklanych kokpitów, sprzężone z systemami sterowania lotem, są wielofunkcyjne, a w razie potrzeby lub uszkodzenia któregoś z wyświetlaczy, funkcje jednego mogą być przejmowane przez inne. Są one już całkowicie pozbawione wskaźników mechanicznych, których wszystkie funkcje przejęła elektronika.
W szklany kokpit tego typu wyposażone są np. samoloty Boeing 737NG, 747-400, 767-400, 777, Boeing 787 Dreamliner,  wszystkie modele Airbus A320 i późniejsze, Iljuszyn Ił-96 i Tupolew Tu-204.
Możliwość konfiguracji wyświetlaczy ułatwia pilotaż oraz umożliwia pilotom skupienie się jedynie na informacjach istotnych w danej fazie lotu. Wraz z postępem techniki oraz miniaturyzacją technologia ta trafia do coraz mniejszych samolotów.